# Pocky

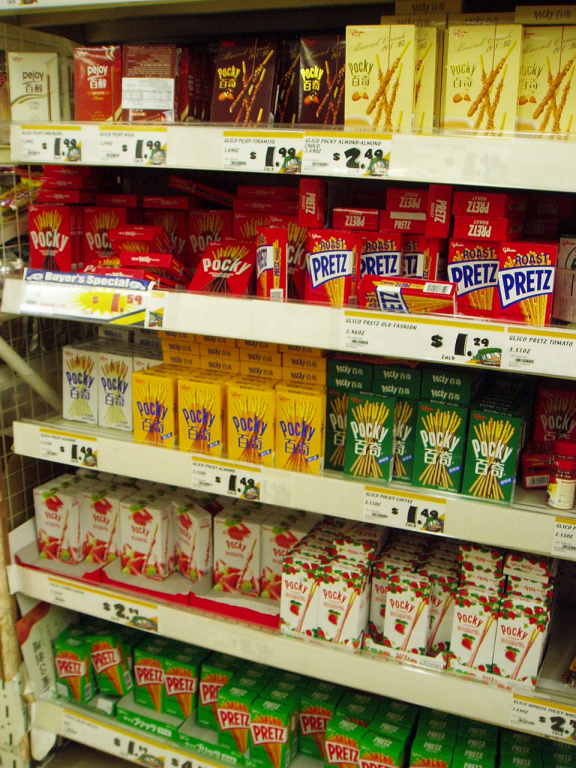
Různé druhy Pocky v obchodě

Pocky (japonsky: ポッキー) je japonská sladkost, které vyrábí firma Ezaki Glico (v současnosti ale i další výrobci). Poprvé je vyrobil Jošiaki Koma v roce 1966. Kromě Japonska jsou rozšířené i v dalších zemích, především v asijských (např. Malajsie, Thajsko, Jižní Korea). V Malajsii se Pocky prodávají pod názvem Rocky, v některých evropských zemích je výrobce Mondelēz prodává pod názvem Mikado.
Jedná se o tyčinky ze sušenkového těsta, namočené v polevě. Původně se podávaly jen s mandlovou polevou, později s jahodovou, dnes se však prodávají Pocky tyčinky s dalšími polevami (například čokoládová mléčná, mačča čajová, medová, banánová, s cookies, s mousse, kokosová, karamelová, batátová, sezamová, kinako a řada dalších). V Japonsku existují také Pocky tyčinky se specifickými polevami podávané jen v určitých regionech (například melounové na Hokkaidu, vínová v Naganu, mandarinkové na Kjúšú nebo adzukové v Kjótu). V některých barech v Japonsku se Pocky podávají spolu s mlékem nebo chlazenou vodou.
Podobným snackem jako Pocky je Pretz (プリッツ), ten se ale na rozdíl od Pocky podává bez polevy.